# Cystinarius
Cystinarius Niskanen & Liimat. – rodzaj grzybów z rodziny zasłonakowatych (Cortinariaceae).

## Systematyka i nazewnictwo
Pozycja w klasyfikacji według Index Fungorum: Cystinarius, Cortinariaceae, Agaricales, Agaricomycetidae, Agaricomycetes, Agaricomycotina, Basidiomycota, Fungi.
Gatunki:
- Cystinarius crassus (Fr.) Niskanen & Liimat. 2022 – tzw. zasłonak krępy
- Cystinarius eutactus (Soop) Niskanen & Liimat. 2022
- Cystinarius paurigarhwalensis (Semwal, Dima & Soop) Niskanen & Liimat. 2022
- Cystinarius rubicundulus (Rea) Niskanen & Liimat. 2022 – tzw. zasłonak żółknący
- Cystinarius rubiginosus (Ammirati, Bojantchev, Niskanen & Liimat.) Liimat. & Niskanen 2022
- Cystinarius subgemmeus (Soop) Niskanen & Liimat. 2022

Nazwy naukowe na podstawie Index Fungorum. Wykaz gatunków i nazwy polskie według Władysława Wojewody. Gdy W. Wojewoda w 2003 r. podał polskie nazwy, gatunki te należały do rodzaju Cortinarius (zasłonak), po przeniesieniu do rodzaju Aureonarius stały się niespójne z aktualną nazwą naukową.